# Иллакович, Наполеон
Наполе́он Иллако́вич (пол. Napoleon Michał Julijiusz Iłłakowicz; лит. Napoleonas Mykolas Julius Ylakavičius, псевдоним Cybulski; 2 декабря 1811, деревня Англининкай — 7 ноября 1861, Вильно) — польский художник и декоратор, работавший в Литве.

## Биография

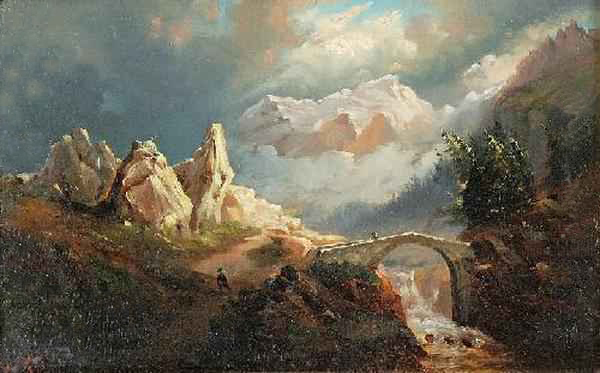
«Горный пейзаж с мостом» (1852)

Учился в Трашкунах, затем в Виленской гимназии, где учился рисованию у Мацея Пшыбыльского. С 1830 года учился живописи в императорском Виленском университете у Яна Рустема  . Принимал участие в Восстании 1831 года. После поражения восстания эмигрировал во Францию, где в 1833—1836 годах в Париже продолжал обучаться живописи. Учился также в Сарагосе. На юге Франции декорировал дворцы и церкви. Путешествовал по Швейцарии и Италии, в 1848 году побывал в Австрии, уехал в Краков. В 1848 году обосновался во Львове, где до 1850 года жил под именем Цибульского.
Вернувшись во Францию, поселился в Бордо. Оттуда уехал в Лондон; участвовал в деятельности радикально настроенной польской эмиграции. Работал при дворе королевы Виктории.
С 1857 года поселился в Вильно, где оставался до конца жизни.

## Творчество

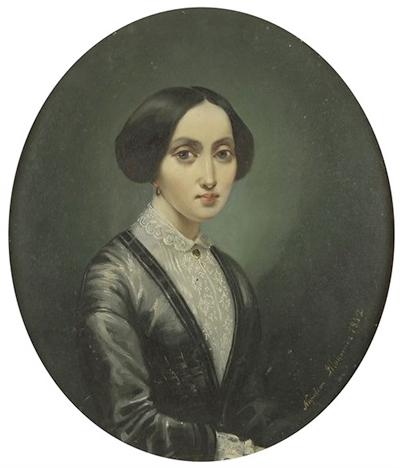
«Портрет дамы» (1852)

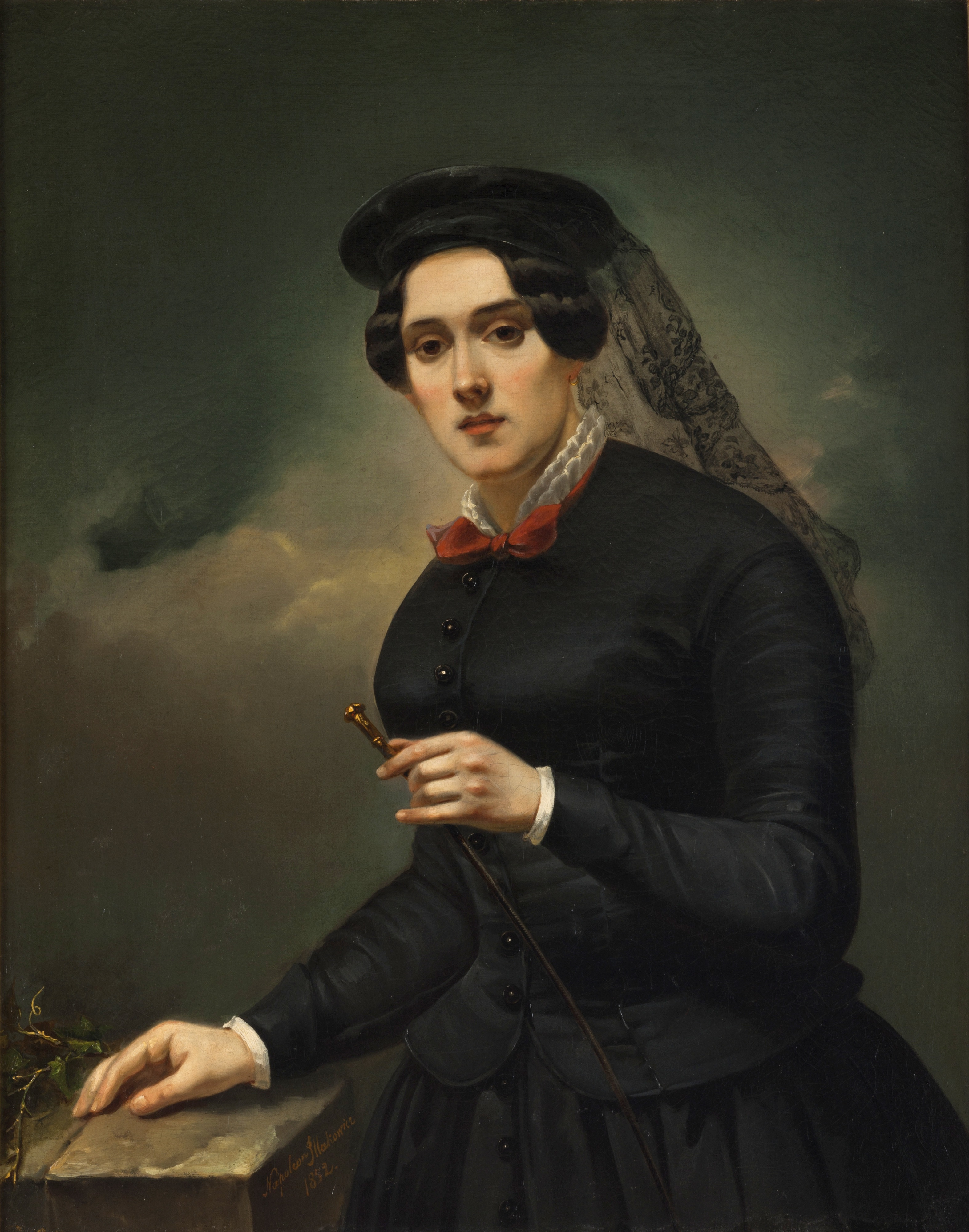
«Амазонка» (1852)

Живописи Иллаковича присущи черты академизма. Писал портреты многих знаменитостей — Жорж Санд, Лайоша Кошута, князя Адама Ежи Чарторыйского, Яна Снядецкого с женой, также портрет семьи Плятеров, священника Казимира Пшиялговского, собственный автопортрет.
Среди произведений Иллаковича также пейзажи («Мельница на Сене», «Пейзаж южной Франции», «Чёртов мост в Пиренеях»), жанровые сцены («Первое признание в любви»), исторические полотна («Витольд и Ягелло перед битвой при Грюнвальде принимают мечи крестоносцев», 1849).
Занимался также церковным искусством: ему принадлежит «Святая Троица» в костёле в Судярве, картина в алтаре костёла в Видишках (ныне Укмергский район) и алтарная картина «Святой Николай» в иезуитском костёле во Львове, стенная роспись в костёле Святого Михаила Архангела в Сморгони, в Юзефове (Латвия).
Отдельные произведения Иллаковича хранятся в Литовском художественном музее, Национальном музее в Варшаве, Национальном музее в Кракове, Львовской галерее искусств, Музее Мицкевича в Париже, Музее изобразительных искусств в Будапеште, в других собраниях и частных коллекциях.